# Анонімна супердовгожителька з Токіо
Анонімна супердовгожителька з Токіо (15 березня 1900, Японська імперія — 27 вересня 2015, Район Шібуя, Токіо, Японія) — японська супердовгожителька. За даними Групи геронтологічних досліджень, вона була четвертою найстарішою повністю верифікованою нині живою людиною у світі. Також, вона була визнана Міністерством добробуту і праці Японії, найстарішою нині живою людиною в Японії (після смерті Окави Місао 1 квітня 2015 року), але офіційно це не було підтверджено до 1 липня 2015 року. Супердовгожителька померла в Районі Шібуя, Токіо 27 вересня 2015 року у віці 115 років і 196 днів. Після її смерті найстарішою людиною в Японії стала Тадзіма Набі. Станом на березень 2021 року вона займає 34-те місце у списку найстаріших людей у світі.

## Анонімність
Хоча ім'я супердовгожительки не було оприлюднено Міністерством добробуту і праці Японії, напис на стіні на її світлині 2011 року дає змогу припустити, що її звали Накамура Харумі. Також було знайдено японський архів довгожителів 1999 року, в якому була вказана Накамура Харумі з такою ж датою народження та місцем проживання.

## Рекорди довголіття
- З 1 квітня 2015 року (була верифікована тільки 1 липня) до своєї смерті вона була найстарішою нині живою жителькою Японії. Після її смерті цей титул перейшов до Тадзіми Набі.
- На момент своєї смерті супердовгожителька була четвертою найстарішою нині живою людиною в світі.
- Станом на березень 2021 року вона займає 34-те місце у списку найстаріших людей в історії[1].